# Hans Klering
Hans Karl Klering (ryska: Ханс Клеринг), född 8 november 1906 i Berlin, Kejsardömet Tyskland, död 30 oktober 1988 i Östberlin, var en tysk skådespelare, regissör och grafiker. Han var sedan 1926 medlem av Tysklands kommunistiska parti. Aktiv i agitprop-teatergupperna Rote Raketen (Röda raketerna) och Blaue Blusen (Blåblusarna) i Köln och Berlin, från 1930 medlem i teatergruppen Kolonne Links. Under ett gästspel 1931 stannade Klering kvar i Sovjetunionen. Han filmdebuterade där 1933, i rollen som en tysk krigsfånge under första världskriget, i Boris Barnets film Hat och kärlek. Klering arresterades i samband med operation Hitlerjugend, och kunde återvända till Tyskland efter andra världskrigets slut. Han var en av medgrundarna till det östtyska filmbolaget DEFA. Han designade också filmbolagets logotyp. Klering medverkade i östtyska filmer och TV-produktioner fram till 1985. Han tilldelades flera av Östtysklands officiella utmärkelser.
Hans dotter i andra äktenskapet med skådespelaren Elsa Korén, Juliane Korén, och hennes halvsyster Helga Korén blev även de skådespelare. Dotterdöttrarna Anastasia och Anna Klering arbetar båda som kostymdesigner vid Studio Babelsberg i Berlin.

## Filmografi i urval
- 1933 – Hat och kärlek
- 1939 – Sjtjors
- 1941 – Det stora kosack-upproret
- 1944 – Järtecknet
- 1945 – De okuvliga
- 1946 – Hämnaren
- 1948 – Gatubekantskap
- 1949 – En kvinnas offer
- 1957 – Häxdansen
- 1965 – Lots hustru
- 1979 – Hästflickan
- 1985 – Der Doppelgänger